# نغوين توان آن
نغوين توان آن (Nguyễn Tuấn Anh) (مواليد 16 مايو 1995) هو لاعب كرة قدم. يلعب مع منتخب فيتنام لكرة القدم.

## وصلات خارجية
- نغوين توان آن على موقع رابطة كرة القدم اليابانية للمحترفين (اليابانية)
- نغوين توان آن على موقع قاعدة بيانات كرة القدم.إي يو (الإنجليزية)
- نغوين توان آن على موقع ناشيونال فوتبول تيمز (الإنجليزية)
- نغوين توان آن على موقع Soccerway.com (الإنجليزية)
- نغوين توان آن على موقع عالم كرة القدم.نت (الإنجليزية)

- National Football Teams